# Sela Ward
Sela Ward (født 11. juli 1956) er en amerikansk skuespillerinde. Hun er kendt for blandt andet sin rolle i Flygtningen, Once and Again og CSI: NY.